# Mahmoud Cherif Bassiouni
Mahmoud Cherif Bassiouni (El Cairo, Egipto; 19 de diciembre de 1937-25 de septiembre de 2017) fue un jurista egipcio, profesor universitario, activista pro derechos humanos y abogado.

## Carrera
Fue experto de las Naciones Unidas en crímenes de guerra, profesor de la Escuela de Derecho de la Universidad DePaul de Chicago y Presidente Emérito del International Human Rights Law Institute de esta universidad. Era también Presidente del Instituto Internacional de Estudios Superiores en Ciencias Criminales, en Siracusa, Italia, y Presidente Honorario de la Asociación Internacional de Derecho Penal. Considerado uno de los "padres del derecho penal internacional", contribuyó y participó de manera fundamental en la creación y puesta en marcha de la Corte Penal Internacional.

## Publicaciones
El profesor Bassiouni fue autor de 27 libros y editor de 44; publicó 217 artículos académicos relativos a un amplio campo de disciplinas jurídicas, incluyendo derecho penal internacional, derecho penal comparado y legislación internacional de derechos humanos. Sus publicaciones han sido traducidas al alemán, árabe, chino, francés, georgiano, húngaro, italiano, persa y español. Algunas de estas publicaciones han sido citadas por la Corte Internacional de Justicia, el Tribunal Penal Internacional para la antigua Yugoslavia, el Tribunal Penal Internacional para Ruanda y el Tribunal Supremo de los Estados Unidos, así como por otros tribunales supremos nacionales.

## Premios
En 1999, el profesor Bassiouni fue nominado al Premio Nobel de la Paz por su labor en el campo de la justicia penal internacional y por su contribución a la creación de la Corte Penal Internacional. En 2007 se le concedió el Hague Prize for International Law por su "distinguida contribución en el campo del derecho internacional". Al ganador del Hague Prize se le concede el honor de elegir el principio jurídico fundamental en torno al cual se organiza el Coloquio de la Academia de La Haya de Derecho Internacional. Recibió además las siguientes medallas: 
- Gran Cruz de la Orden del Mérito (Comandante), República Federal de Alemania, 2003.
- Legión de Honor (Oficial), República Francesa, 2003.
- Orden de Lincoln de Illinois, Estados Unidos de América, 2001.
- Gran Cruz de la Orden del Mérito, República de Austria, 1990.
- Orden de las Ciencias (Primera Clase), República Árabe de Egipto, 1984
- Orden del Mérito (Gran Oficial), República Italiana, 1977
- Orden del valor militar (Primera Clase), República Árabe de Egipto, 1956

Recibió igualmente numerosos premios académicos y cívicos, entre ellos: 
- El Premio Especial del Consejo de Europa, 1990
- El Premio "Defensor de la democracia", de Parlamentarios para la Acción Global, 1998
- El Premio Adlai Stevenson de la Asociación de las Naciones Unidas, 1993
- El Premio Humanitario San Vicente Depaul, 2000